# 8940 Yakushimaru
A 8940 Yakushimaru (ideiglenes jelöléssel 1997 BA2) a Naprendszer kisbolygóövében található aszteroida. Kobajasi Takao fedezte fel 1997. január 29-én.